# Народний суд
Народний суд — основна ланка судової системи СРСР і України до 1994.

Запроваджений 1918 на заміну старих судів відповідно до постанови ЦВК Радянської України «Про введення народного суду на Україні» від 4(17) січня 1918.

Декретом РНК УСРР «Про суд» від 14 лютого 1919 було ліквідовано всі раніше діючі суди і затверджено Положення про народні суди і революційні трибунали УСРР, за яким в Україні утворено дві самостійні судові системи: Народні суди і революційні трибунали.